# Hans Billekens
Hans Billekens (Venlo, 3 december 1959) is een voormalig Nederlands voetballer die tijdens zijn profloopbaan uitsluitend voor FC VVV speelde, meestal als linksback.
Billekens maakte in 1977 de overstap van de amateurs van RKSV FCV naar de toenmalige eredivisionist FC VVV. In het seizoen 1980/81 werd hij door trainer Jan Morsing toegevoegd aan de selectie van het eerste elftal, waarin hij zijn competitiedebuut maakte op 27 augustus 1980 als invaller voor Frans Nijssen tijdens een met 6-1 verloren uitwedstrijd bij sc Heerenveen. Later dat seizoen scoorde Billekens zijn eerste en enige competitiegoal, op 24 mei 1981 in een met 0-3 gewonnen uitwedstrijd bij Fortuna Sittard. In zijn eerste profjaar kwam Billekens tot 20 competitieduels, maar in het daaropvolgende seizoen deed de nieuwe trainer Sef Vergoossen amper nog een beroep op de verdediger die bleef steken op slechts 9 competitiewedstrijden. In het seizoen 1982/83 speelde hij zelfs geen enkele competitieduel meer. In 1983 werd zijn contract niet verlengd en ging Billekens samen met Bert Riether weer bij FCV voetballen, waar hij werd herenigd met oud-VVV'ers Mikan Jovanovic en Piet Pala.

## Profstatistieken
| Seizoen         | Club            | Competitie      | Competitie | Competitie | Beker | Beker | Nacompetitie | Nacompetitie | Totaal | Totaal |
| Seizoen         | Club            | Competitie      | Wed.       | Dlp.       | Wed.  | Dlp.  | Wed.         | Dlp.         | Wed.   | Dlp.   |
| --------------- | --------------- | --------------- | ---------- | ---------- | ----- | ----- | ------------ | ------------ | ------ | ------ |
| 1980/81         | FC VVV          | Eerste divisie  | 20         | 1          | 2     | 0     | —            | —            | 22     | 1      |
| 1981/82         | FC VVV          | Eerste divisie  | 9          | 0          | 0     | 0     | 5            | 0            | 14     | 0      |
| 1982/83         | FC VVV          | Eerste divisie  | 0          | 0          | 0     | 0     | 0            | 0            | 0      | 0      |
| Carrière totaal | Carrière totaal | Carrière totaal | 29         | 1          | 2     | 0     | 5            | 0            | 36     | 1      |